# Pseudocandona antilliana
Pseudocandona antilliana är en kräftdjursart som beskrevs av Broodbakker 1983. Pseudocandona antilliana ingår i släktet Pseudocandona och familjen Candonidae. Inga underarter finns listade i Catalogue of Life.